# Diaphanoptera lindbergii
Diaphanoptera lindbergii är en nejlikväxtart som beskrevs av Ian Charleson Hedge och Wodelbo. Diaphanoptera lindbergii ingår i släktet Diaphanoptera och familjen nejlikväxter. Inga underarter finns listade i Catalogue of Life.